# Pedro Cateriano
Pedro Álvaro Cateriano Bellido (ur. 26 czerwca 1958) – peruwiański polityk, premier Peru od 2 kwietnia 2015 do 28 lipca 2016.
Studiował prawo na Papieskim Uniwersytecie Katolickim w Peru.
W latach 2012–2015 był ministrem obrony. 15 lipca 2020 został ponownie po raz drugi zaprzysiężony na premiera. Funkcję pełnił do 6 sierpnia 2020